# Шама Микола Михайлович
Микола Михайлович Шама (9 червня 1937, село Новомихайлівка, тепер Бердянського району Запорізької області — 27 серпня 2009) — радянський і український діяч органів державної безпеки, генерал-лейтенант, 1-й заступник голови КДБ Української РСР, начальник Управлінь КДБ по Ворошиловградській і Кримській областях, начальник Управління СБУ в Запорізькій області.

## Життєпис
У 1959 році закінчив Запорізький педагогічний інститут, вчитель математики.
У 1959 році — вчитель математики Краснодонської школи № 59 Луганської області.
У 1959—1962 роках — служба в Радянській армії. Член КПРС.
У 1962—1967 роках — 2-й секретар, 1-й секретар Жовтневого районного комітету ЛКСМУ міста Запоріжжя.
У 1967 році закінчив Запорізький машинобудівний інститут, інженер-електромеханік.
У 1967—1972 роках — 2-й секретар Запорізького обласного комітету ЛКСМУ.
У 1972—1974 роках — слухач Вищої партійної школи при ЦК КПРС у Москві.
У 1974 році — 2-й секретар Шевченківського районного комітету КПУ міста Запоріжжя.
У 1974—1977 роках — завідувач Будинку політпросвіти Запорізького обласного комітету КПУ.
З 1977 року — в органах державної безпеки СРСР. У 1979 році закінчив Вищу школу КДБ СРСР імені Дзержинського у Москва.
З 1979 по 1985 рік  — на відповідальній роботі в Управлінні КДБ УРСР по Запорізькій області.
У 1985—1987 роках — заступник начальника Управління КДБ УРСР по Донецькій області.
У 1987—1990 роках — начальник Управління КДБ УРСР по Ворошиловградській (Луганській) області.
У 1990 — липні 1991 року — начальник Управління КДБ УРСР по Кримській області.
У 1991 році — 1-й заступник голови Комітету державної безпеки (КДБ) Української РСР.
У 1991—1996 роках — начальник управління Служби безпеки України (СБУ) в Запорізькій області.
З 1996 року — у відставці.
У 1996—1997 роках — радник голови Запорізької обласної державної адміністрації. У 1997—2001 роках — радник голови Запорізької обласної ради.
Помер 27 серпня 2009 року.

## Звання
- майор
- підполковник
- полковник
- генерал-майор
- генерал-лейтенант

## Нагороди
- орден «Знак Пошани» (1971)
- орден «За розвиток Запорізького краю» ІІ ст. (2008)
- медалі
- Почесний громадянин міста Запоріжжя (29.08.2007)